# Кохави, Авив
Ави́в Коха́ви (ивр. אביב כוכבי‎; род. 23 апреля 1964, Кирьят-Бялик, Израиль) — израильский военачальник; генерал-лейтенант запаса Армии обороны Израиля, 22-й Начальник Генерального штаба Армии обороны Израиля (с 15 января 2019 по 16 января 2023 года).

## Биография
Авив Кохави родился 23 апреля 1964 года и вырос в израильском городе Кирьят-Бялик в семье Шауля (1933 — 25 августа 2022) и Ривы (урождённой Резник) (17 мая 1934 — 12 июня 2013) Кохави, хозяина магазина технического оборудования и учительницы физкультуры, средний из трёх детей семьи.
Отцовская сторона семьи Кохави происходила из Кракова, Польша: в 1920-е годы дед Кохави, Ромек-Авраам Штернгаст, старший из восьми детей Шауля Штернгаста из квартала Подгуже Кракова и его жены Мины-Миндел (урождённой Шайн), приехал по сионистским побуждениям в Палестину, где, сменив свою фамилию на Кохави, был одним из строителей дороги из Хайфы в Назарет и основателей поселения Кирьят-Хаим. Значительная часть из оставшихся в Польше членов семьи Штернгаст погибла в ходе Холокоста. Материнская сторона семьи приехала в Палестину из России до Второй мировой войны.
С детства у Кохави был отмечен талант к рисованию.
Учился в школе «Ха-Боним», а затем в школе «Кирьят Хинух ОРТ» в Кирьят-Бялике. В юношестве был вожатым в молодёжном движении «Ха-маханот ха-олим».

### Военная карьера
В августе 1982 года Кохави был призван на службу в Армию обороны Израиля. Начал службу в 890-м батальоне «Эфа» (ивр. אפעה‎) воздушно-десантной бригады «Цанханим».
В 1984 году окончил с отличием офицерские курсы, после чего служил командиром взвода на учебной базе бригады (с 1984 года), командиром взвода в 890-м батальоне (с 1985 года), заведующим оперативной частью (ивр. קמב"ץ‎) 890-го батальона (с 1986 года) и командиром роты на учебной базе бригады (в 1987 году). В 1987 году был назначен командиром роты огневой поддержки (ивр. פלוגה מסייעת‎) 890-го батальона, а с 1988 года по 1989 год служил командиром противотанковой роты (ивр. פלוגת עורב‎) бригады «Цанханим».
В 1989 году вышел на учёбу в Еврейском университете в Иерусалиме, решив изучать в университете философию, в понимании основ которой он видел основание для анализа действительности, и к которой он по собственному признанию неоднократно обращался и в принятии сложных решений в ходе дальнейшей военной карьеры. Затем, в 1991 году, поступил в Межвойсковой колледж полевого и штабного командного состава, после чего служил командиром оперативного отдела (ивр. קצין אג"ם‎) бригады «Цанханим». В 1993 году возглавил 101-й батальон (батальон «Чёрная кобра» (ивр. פתן‎)) бригады «Цанханим», дислоцированный в ту пору в Южном Ливане. С 1994 по 1995 год был командиром учебной базы бригады «Цанханим».
В 1996 году Кохави выехал на учёбу в Гарвардском университете, а в 1997 году вернулся в Израиль на должность заместителя командира бригады «Цанханим».
В 1998 году был повышен в звании до полковника (алуф-мишне) и возглавил Восточную бригаду Подразделения связи взаимодействия с Ливаном (территориальной дивизии, размещавшейся в южном Ливане). В период службы Кохави на посту погиб непосредственный командир Кохави, глава Подразделения связи взаимодействия с Ливаном, бригадный генерал Эрез Герштейн. Кохави рассказывал, что он сам должен был вести кортеж, в котором подорвался на мине Герштейн, однако Герштейн отговорил его от этого ввиду плохого предчувствия.
С 1999 по 2001 год командовал резервной воздушно-десантной бригадой «Хицей ха-Эш».

#### Командир бригады «Цанханим»
В 2001 году Кохави был назначен командиром бригады «Цанханим». На бригаду под командованием Кохави было возложено исполнение операции «Цветной поход» (ивр. מסע בצבעים‎) в лагере беженцев Балата в Наблусе в феврале 2002 — первой контртеррористической операции внутри палестинского лагеря беженцев после периода израильско-палестинских мирных переговоров.
При планировании этой операции Кохави разработал технику боя в чрезвычайно плотно застроенных районах в условиях противостояния городской герилье: перемещение солдат не по узким улочкам лагеря под обстрелом противника, а через сами здания путём перехода из дома в дома после пролома пробоин в смежных стенах домов пятикилограммовой кувалдой. Данная техника была перенята в дальнейшем вооружёнными силами США и использовалась ими в ходе войны в Ираке и Афганистане.
Кохави командовал бригадой и во время операции «Защитная стена» на Западном берегу реки Иордан. Бойцы бригады под командованием Кохави продолжали успешно использовать разработанную Кохави технику в боях в городах Наблус и Тулькарм. В ходе той же операции Кохави командовал бригадой в ходе контртеррористической операции в Вифлееме, включая 39-дневную осаду Базилики Рождества Христова, удерживаемую палестинскими боевиками с захваченными ими заложниками.
Когда прошлый сослуживец Кохави и его сосед по университетской скамье доктор Нив Гордон, известный своей резкой критикой действий израильской армии, публично обвинил Кохави в нарушении моральных принципов и законов войны в ходе ведения боевых действий в палестинских городах, Кохави решил ответить ему подробным письмом, в котором, помимо прочего, отметил:

«Мы были посланы на задание от имени демократического государства. В силу своей должности я поставил себя перед треугольником сложного решения, состоящим из кажущихся противоположными друг другу рёбрами: необходимость выполнить задание, необходимость защитить жизнь моих солдат и необходимость предотвратить ущерб невинному населению. Оборотная сторона той же монеты не менее сложна. С этой стороны на меня возложена обязанность исполнить три моральных императива: мой моральный долг по отношению к моим солдатам, мой моральный долг как человека и мой моральный долг по отношению к гражданам Государства Израиль! Пока я остаюсь человеком, пока на моих плечах погоны офицера Армии обороны Израиля, я продолжу стоять в центре этого треугольника, я не откажусь ни от одного из его рёбер, и я буду неутомимо пытаться объединить эти рёбра в одно целое. В конце же концов я остаюсь в одиночестве: только я, мои моральные долги и моя совесть».
Оригинальный текст (иврит)נשלחנו מטעמה של מדינה דמוקרטית. מתוקף תפקידי הצבתי עצמי במשולש הכרעה מורכב הבנוי משלוש צלעות מנוגדות לכאורה: הצורך לבצע את המשימה, הצורך להגן על חיי חייליי והצורך שלא לפגוע בחפים מפשע. הצד האחר של המטבע לא פחות מורכב. בצד זה עליי לממש את חובתי כלפי שלושה ציוויי מוסר: חובתי המוסרית כלפי חייליי, חובתי המוסרית כבן אנוש וחובתי המוסרית כלפי אזרחי מדינת ישראל! כל עוד אני אדם ומונחות על כתפיי דרגות קצין בצה"ל, אמשיך לעמוד במרכז המשולש, לא אוותר על אף צלע, ואפעל ללא לאות לחיבור שלוש הצלעות. ובסופו של יום אני נשאר לבד, אני, חובותיי ומצפוני
В качестве командира бригады Кохави посвятил значительные усилия искоренению неуставных отношений между старослужащими солдатами и солдатами новых призывов и разработал методику борьбы с этим явлением, перенятую и другими бригадами армии. Кохави также составил брошюру с подробным описанием своих ожиданий от бойцов бригады, начиная с заправки кровати и заканчивая поведением на поле боя, и проводил проверки исполнения изложенных в брошюре требований.
Кохави посвятил усилия и социальной интеграции трудных подростков, открыв особый набор в бригаду для призывников из неблагополучных семей и призывников с делинквентным прошлым.

#### В звании бригадного генерала
В 2003 году Кохави был повышен в звании до бригадного генерала (тат-алуф) и стал командиром резервной воздушно-десантной дивизии «Ха-Эш». По окончании срока на посту Кохави ожидала должность помощника главы Управления планирования Генштаба, но вследствие неожиданной отставки командира территориальной дивизии сектора Газа, бригадного генерала Шмуэля Закая, Кохави было решено назначить преемником Закая.
30 ноября 2004 года Кохави вступил на пост командира дивизии сектора Газа. Командовал дивизией в проведении боевых операций против палестинских ячеек, ответственных за миномётные обстрелы территории Израиля из сектора Газа, и предотвращении террористической деятельности в секторе Газа.
Возглавлял дивизию сектора Газа и во время исполнения «Плана одностороннего размежевания» в 2005 году, став последним израильским солдатом, покинувшим территорию сектора Газа в рамках вывода войск из сектора.
На период командования Кохави дивизией сектора Газа пришлось похищение израильского солдата Гилада Шалита палестинскими боевиками из сектора 25 июня 2006 года. Назначенная по этому факту комиссия не обнаружила ответственности Кохави за данный инцидент.
Кохави командовал дивизией и в ходе начатой в июне 2006 года операции «Летние дожди», ставшей первой наземной операцией Армии обороны Израиля в секторе Газа после завершения вывода войск из сектора.
6 августа 2006 года подошёл к концу срок Кохави на посту командира дивизии, и он был направлен на учёбу в Королевский колледж оборонных исследований в Лондоне, однако вынуждено отменил поездку в Великобританию, опасаясь выдачи ордера на его арест по инициативе пропалестинских активистов по обвинению в военных преступлениях, и поехал на учёбу в Университете Джонса Хопкинса в штате Мэриленд, США.
По возвращении с учёбы в 2007 году Кохави возглавил Оперативный отдел (ивр. חטיבת המבצעים‎) Оперативного управления Генштаба Армии обороны Израиля. На этой должности принял участие в операции «Литой свинец» в секторе Газа. По окончании службы на этом посту в 2010 году был назначен главой проекта в Управлении планирования Генштаба.

#### На посту главы Управления разведки
22 ноября 2010 года Кохави был назначен в звании до генерал-майора (алуф) и вступил на должность главы Управления разведки Генерального штаба Армии обороны Израиля, сменив на посту уходящего в запас генерал-майора Амоса Ядлина.
Среди задач, стоящих перед Управлением разведки в период командования Кохави, было противостояние угрозе иранской ядерной программы, а также формирование разведывательной оценки обстановки в отношении развивавшихся с начала 2011 года событий «Арабской весны» (начало которых, как признавал Кохави, Управлению под его командованием не удалось предсказать) и начавшейся весной 2011 года Гражданской войны в Сирии.
Кохави командовал Управлением разведки и в ходе операций «Облачный столп», «Полное разоблачение», «Возвращайтесь, братья» и «Нерушимая скала».
По инициативе Кохави вследствие выводов, основанных на опыте Второй ливанской войны, Управление разведки совместно с Командованием сухопутных войск разработало концепцию, изменившую подход к передаче тактических разведданных войскам: если ранее такие разведданные передавались, в основном, на уровень высокопоставленного командования вследствие опасения утечки данных, отныне продвинутые средства разведывательно-информационного обеспечения для непосредственной подачи тактических разведданных внедрялись в подразделения тактического уровня, начиная с уровня взвода и роты.
Были расширены также технологические способности Управления разведки, в Управлении было учреждено новое подразделение по ведению атак в кибернетическом пространстве, а Соединение по особым операциям в Управлении было преобразовано из департамента (ивр. מחלקה‎) под командованием офицера в звании полковника в отдел (ивр. חטיבה‎) под командованием офицера в звании бригадного генерала.
Критики же считали, что Управление под командованием Кохави отдаёт излишнее предпочтение вопросам тактической разведки по сравнению с вопросами стратегической разведки.
Критические замечания в отношении Кохави были высказаны и в опубликованном в феврале 2017 года отчёте Государственного контролёра Израиля об операции «Нерушимая скала». Принимая во внимание, что основной целью операции было противодействие угрозе террористических атак через прорытые палестинцами туннели из сектора Газа в Израиль, Государственный контролёр расследовал причины позднего осознания этой угрозы, приведшего к срочной необходимости начала военной операции в секторе Газа. В этом контексте Государственный контролёр отметил, что министр обороны Моше Яалон, Начальник Генштаба Бени Ганц, глава «Шабака» Йорам Коэн и Кохави на посту главы Управления разведки своевременно не предприняли достаточных шагов для доведения информации об угрозе туннелей и уровне её важности до сведения министров-членов военно-политического кабинета правительства. Контролёр также заметил, хоть и положительно высказываясь о достижениях Кохави в укреплении взаимодействия между Управлением военной разведки и «Шабаком», что глава «Шабака» Йорам Коэн и Кохави своевременно не настояли на включение угрозы туннелей в перечень основных задач сбора разведывательной информации, а Кохави неоправданно исключил сбор информации об этой угрозе из сфер ответственности Отдела разведанализа Управления военной разведки, оставив вопрос под контролем разведки Южного военного округа и дивизии «Газа».

#### На посту Командующего округом и заместителя Начальника Генштаба
25 апреля 2014 года было опубликовано решение Начальника Генштаба генерал-лейтенанта Бени Ганца и министра обороны Моше Яалона назначить Кохави Командующим Северным военным округом армии.
22 сентября 2014 года Кохави передал командование Управлением разведки генерал-майору Херци Ха-Леви, а 2 ноября 2014 года вступил на пост Командующего Северным военным округом, сменив на посту генерал-майора Яира Голана.
В 2015 году Кохави инициировал и провёл процесс под наименованием «Стрела познания» (ивр. חץ הדעת‎ Хец ха-да́ат), предназначенный для пересмотра стратегии действий Армии обороны Израиля на границе Израиля с Сирией и Ливаном ввиду угроз, связанных с продолжением Гражданской войны в Сирии, и угрозы военного противостояния с организацией «Хезболла».
В период службы Кохави на посту Командующего округом продвигалось также возведение барьера на северной границы Израиля с целью предотвращения вылазок «Хезболлы» в приграничных районах. В 2016 году округ под командованием Кохави также учредил проект «Доброе соседство» (Шхену́т това́) для оказания гуманитарной и медицинской помощи страдающему из-за Гражданской войны сирийскому населению.
19 марта 2017 года Кохави передал командование Северным округом генерал-майору Йоэлю Стрику, а 11 мая 2017 года вступил на должность заместителя Начальника Генштаба армии, сменив на посту генерал-майора Яира Голана. Исполнял эту должность до 13 декабря 2018 года, передав её генерал-майору Эялю Замиру.

#### На посту Начальника Генштаба
Уже с ранних этапов службы Кохави в армии армейское командование прочило ему блестящую военную карьеру, и имя Кохави упоминалось среди будущих кандидатов занять высшую должность в Армии обороны Израиля — должность Начальника Генерального штаба Армии обороны Израиля.
Ведущими кандидатами сменить на этом посту генерал-лейтенанта Гади Айзенкота считались сам Кохави и генерал-майор Яир Голан. Однако шансы Голана получить назначение на пост оказались омрачены его вызвавшим скандал высказыванием на церемонии Дня Катастрофы в 2016 году, в котором Голан сравнил процессы роста нетерпимости в израильском обществе с общественными процессами, проявившимися в нацистской Германии.
По результатам процесса отбора кандидатов министр обороны Авигдор Либерман опубликовал 26 октября 2018 года своё решение назвать Кохави преемником Айзенкота на посту Начальника Генштаба. В тот же день в поддержку назначения высказался и премьер-министр Биньямин Нетаньяху. 25 ноября 2018 года назначение было утверждено правительством Израиля.
15 января 2019 года Кохави было присвоено звание генерал-лейтентанта (рав-алуф), и он вступил на пост Начальника Генштаба.
Вскоре после вступления на должность Начальника Генштаба Кохави начал проводить организационные изменения в Армии обороны Израиля. Помимо прочего, по инициативе Кохави в Управлении разведки Генштаба былa учреждена Администрация целей Генштаба (ивр. מנהלת המטרות המטכ"לית‎), предназначенная координировать работу всех подразделений армии в обнаружении потенциальных целей противника для подготовки будущих атак и систематизации перечней таких целей. В Управлении планирования Генштаба был учреждён отдел «Шилоах» (Отдел методик боевых действий и инновации), ответственный за разработку продвинутых методик боевых действий и продвижение технологической инновации армии. В свете видения Кохави о том, что поле боя будущего потребует от армии способности ведения операций, ведущихся одновременно во всех сферах применения войск (включая сушу, воздух, море и кибернетическое пространство), было учреждено разновидовое, «многосферное» спецподразделение «Рефаим». Были усилены и ускорены процессы цифровой трансформации в армии.
В феврале 2020 года была утверждена многолетняя стратегическая программа развития Армии обороны Израиля «Тнуфа» («Размах») на 2020—2024 годы, разработка которой началась вскоре после вступления Кохави на должность Начальника Генштаба и часть деталей которой уже начала осуществляться с 2019 года. В основу программы легли двенадцать основных тем:
1. Сохранение лучших и наиболее подходящих кадров на службе в армии.
2. Укрепление потенциала подразделений на передовых (операционных) позициях.
3. Увеличение потенциала противостояния угрозам «третьего круга» (в первую очередь иранской угрозе).
4. Закрепление разведывательного преимущества и способностей сбора разведданных.
5. Создание информационной инфраструктуры, позволяющей обмен информацией по принципу «все могут говорить со всеми» (командир сухопутного батальона с лётчиком, танкист с оператором беспилотного летательного аппарата и т. п.).
6. Увеличение разнообразия видов вооружений и их объёмов во всех родах войск.
7. Укрепление потенциала сухопутных войск и их боевой готовности.
8. Полное воплощение потенциала применения сил в воздушной сфере, как в целом, так и в рамках многодоменного (многосферного) манёвра.
9. Приведение военных учений в соответствие с вызовами боевых действий в условиях городской среды и характеристиками реальных мест дислокации сил предполагаемого противника.
10. Увеличение защитного потенциала — противовоздушная оборона, «умные» зоны обороны на границах и на Западном берегу реки Иордан.
11. Реорганизация Генерального штаба и главных штабов Армии обороны Израиля.
12. Укоренение военной культуры — военная служба как профессия, культура дебрифинга, дисциплина.
Хоть программа «Тнуфа» не была формально одобрена политическим эшелоном, и на её осуществление не выделялись дополнительные бюджетные ассигнования, Кохави продвигал установленные программой задачи путём перераспределения бюджетных ресурсов армии.
В июне 2020 года в рамках осуществления программы было учреждено новое управление Генштаба — Управление стратегии и третьего круга, выделенное из структуры Управления планирования Генштаба при переименовании последнего в Управление планирования и общевойскового строительства сил. В августе 2020 года в Командовании сухопутных войск был учреждён «Многомерный интегрированный штаб маневрирования» (расформированный однако уже в конце 2024 года при преемнике Кохави генерал-лейтенанте Херци Ха-Леви).
В период после вступления Кохави на должность Армия обороны Израиля под командованием Кохави продолжала противостоять миномётным обстрелам территории Израиля из сектора Газа, в том числе в рамках противостояния эскалации обстрелов в марте 2019 года и операции «Чёрный пояс» в ноябре 2019 года, начатой устранением одного из полевых командиров «Палестинского исламского джихада» в секторе Газа, Бахи Абу-аль-Ата, и продолженной атаками по источникам обстрелов и другим целям в секторе Газа. В мае 2021 года командовал армией в ходе операции «Страж стен» в секторе Газа, а в августе 2022 года командовал армией при проведении операции «Рассвет» против группировки «Палестинский исламский джихад» в секторе Газа.
Продолжилось также противостояние угрозам, исходящим из Сирии, включая попытки иранских вооружённых сил укрепить своё присутствие на территории Сирии (попытки, успешно пресечённые в период Кохави на посту) и поставки вооружений враждебным Израилю организациям. Помимо прочего, в ноябре 2019 года в ответ на огонь, открытый с иранской позиции в Сирии по территории Израиля была произведена массивная атака ВВС Израиля по позициям иранских сил «Кудс» в Сирии и силам противовоздушной обороны сирийской армии. Летом и осенью 2019 года Армия оборона Израиля также нанесла ряд ударов по иранским целям в Ираке, а в сентябре 2019 года предприняла артиллерийский и вертолётный обстрел по целям организации «Хезболла» в Ливане в ответ на стрельбу по военным целям на территории Израиля. В целом, в период Кохави на посту израильская армия продолжила и расширила свою интенсивную деятельность в рамках так называемой «Кампании между войнами» — многочисленных секретных операций за пределами Израиля в рамках противостояния враждебным действиям Ирана и его союзников, расширяя свою деятельность также в сфере противостояния в киберпространстве и в финансовой сфере, а также применяя методики, разработанные ранее в ходе операций за дальними рубежами, в противостоянии палестинскому террору и его поддержке со стороны Ирана и дополнительно привлекая к участию в операциях силы территориальных военных округов.
В сфере кадровой политики по инициативе Кохави был произведён пересмотр параметров и процессов профотбора призывников с упразднением ранее применявшейся системы «групп качества» (ивр. קב"א‎), введением новых параметров диагностики профгодности призывников и сокращением сроков процесса обора. В этой же сфере Кохави подвергался и критике за свой подход, выраженный им фразой «сначала пушки, потом носки» (ивр. תותחים לפני גרביים‎) в значении приоритизации приобретения новых вооружений над обеспечением удобства быта военнослужащих.
В ходе исполнения должности Кохави избегал участия в политических интригах, и его подход к вопросу отношений политического и военного эшелона выразился в принятой им поправке к этическому кодексу армии «Дух Армии обороны Израиля», установившей в качестве дополнительного фундаментального этического ориентира для армии «гражданственность» или «государственность» (ивр. ממלכתיות‎) в значении осознания верховенства правительства и закона над армией, профессионального внеполитического характера армии и обязанности армии руководствоваться в своей деятельности лишь возложенными на армию задачами, установленными ценностными ориентирами и целью обеспечения обороны во благо государства и его граждан. При этом Кохави всё же не удалось всегда оставаться в центре консенсуса; помимо прочего, он вызвал критику за его запрос на увеличение оборонного бюджета несмотря на сложную социоэкономическую обстановку, вызванную эпидемией коронавирусной инфекции, а под конец своей службы на посту в его отношении была высказана критика со стороны лидеров национально-религиозного политического лагеря Израиля за его высказывание, порицающее агрессивное поведение солдат против левого активиста в Хевроне в ноябре 2022 года, и за его возражение против осуществления коалиционной договорённости о переводе органов израильской гражданской администрации на Западном берегу реки Иордан из-под контроля министра обороны под политический контроль лидера фракции «Ха-Цийонут ха-Датит» Бецалеля Смотрича.
В июне 2021 года правительство утвердило решение продлить каденцию Кохави на посту с трёх до четырёх лет до января 2023 года.
21 ноября 2022 года Председатель Объединённого комитета начальников штабов США, генерал Марк Милли, наградил Кохави орденом «Легион почёта» степени командора.
16 января 2023 года передал пост Начальника Генштаба генерал-лейтенанту Херци Ха-Леви.

### После завершения военной службы
В мае 2023 года Кохави было присвоено звание почётного доктора Университета имени Бар-Илана, а в июне 2023 года — звание почётного доктора Университета имени Райхмана.
В начале ноябре 2023 года по инициативе израильского МИДа и посольства Израиля в Лондоне Кохави провёл серию встреч в Великобритании в рамках усилий публичной дипломатии Израиля по доведению до сведения общественности событий вторжения боевиков ХАМАС в Израиль в октябре того же года и разъяснения позиции Израиля относительно ответных военных действий Израиля в секторе Газа.
В 2024 году вместе с генерал-майором запаса Исраэлем Зивом учредил благотворительную компанию «Негев Эрец Хадаша», занимающейся поддержкой и развитием израильских населённых пунктов на границе с сектором Газа, пострадавших от вторжения ХАМАС. С марта 2024 года также возглавляет на общественных началах управляющий комитет «Института Бранко Вайсса», некоммерческой организации, занимающейся образовательными проектами в поддержку молодёжи на географической и социальной периферии Израиля. В июне 2024 года также возглавил проект муниципалитета города Петах-Тиква и организации «Яд ла-баним» по учреждению центра по увековечиванию наследия Армии обороны Израиля и её павших бойцов-выходцев из Петах-Тиквы.

### Образование и личная жизнь
За время службы Кохави получил степень бакалавра Еврейского университета в Иерусалиме (в области философии) (с 1989 по 1991 год), степень магистра Гарвардского университета (в области государственного управления) (с 1996 по 1997 год) и дополнительную степень магистра Университета Джонса Хопкинса (в 2006 году). Также окончил учёбу в Межвойсковом колледже полевого и штабного командного состава.
Живёт в поселении Ади в Изреельской долине. Женат на Яэль Кохави, адвокате, работавшей заместителем прокурора (по уголовным делам) Северного округа.
Отец троих дочерей — Майя, Ноам и Амит. Во время службы Кохави на посту Начальника Генштаба его дочь Майя служила инструктором по прыжкам с парашютом в бригаде «Цанханим».
Старшая сестра Кохави, доктор Таль Кохави, являлась с 2011 по 2023 год главным редактором и главой издательства Иерусалимского института Ван Лира. Младший брат Кохави, доктор Зоар Кохави (род. 1970), защитивший докторскую степень по философии в Эдинбургском университете, был главой отдела редактирования издательства Открытого университета Израиля и главой исследовательского отдела израильской правозащитной организации «Зулат».
Выросший в вегетарианской семье, Кохави и сам соблюдает вегетарианскую диету со времён старших классов школы.

## Публикации
- אביב כוכבי על שבעה כללי יסוד למנהיגות ביחידת שדה בתוך על מנהיגות צבאית, 2007 (Авив Кохави, «О семи основных правилах лидерства в полевом подразделении» в книге «О военном лидерстве» издательства Министерства обороны Израиля, с. 62 (2007)) (иврит)
- אלוף אביב כוכבי ראש אמ"ן: הלקח מיום כיפור — דבר לא מובן מאליו (Генерал-майор Авив Кохави, «Урок Войны Судного дня: ничто само собой не разумеется»), Ynet (7.10.11) (Архивная копия от 26 мая 2021 на Wayback Machine) (иврит)
- אלוף אביב כוכבי ארבעים שנה לסעיף ארבעים (Генерал-майор Авив Кохави, «Сорок лет пункту 40»), Ynet (6.10.13) (Архивная копия от 20 ноября 2013 на Wayback Machine) (иврит)
- אביב כוכבי וערן אורטל מעשה אמ"ן: שינוי קבוע במציאות משתנה בין הקטבים 2, יולי 2014 (Авив Кохави и Эран Орталь, «„Творение АМАНа“: постоянное изменение в изменяющейся реальности», «Бейн ха-Ктавим» № 2, с. 9 (июль 2014)) (Архивная копия от 17 августа 2022 на Wayback Machine) (иврит)
- רא"ל אביב כוכבי להיות מצביא בין הקטבים 33, אוגוסט 2021 (Генерал-лейтенант Авив Кохави, «Быть полководцем», «Бейн ха-Ктавим» № 33, с. 13 (август 2021)) (Архивная копия от 18 апреля 2022 на Wayback Machine) (иврит)
- אביב כוכבי אחריך! מנהיגות יוצרת משמעות, 2023 (Авив Кохави, «За тобой! Лидерство, создающее смысл», издательство «Маарахот» (2023)) (Архивная копия от 16 января 2023 на Wayback Machine)[78] (иврит)